# La cueca centrina
La cueca centrina es el primer álbum de estudio de la banda folclórica chilena Los Chileneros, lanzado originalmente como LP en 1967 por el sello discogáfico EMI Odeon, como parte del tercer volumen de la serie «El folklore urbano» iniciado ese mismo año.
En 2007 el disco fue reeditado como CD, como parte de la «Colección Bicentenario/EMI-musicapopular.cl», manteniendo el orden de sus canciones, así como su carátula original.
En abril de 2008, la edición chilena de la revista Rolling Stone situó a este álbum como el 28º mejor disco chileno de todos los tiempos.

## Historia
El proyecto de este álbum fue promovido por los folcloristas Fernando González Marabolí, Héctor Pavez y Margot Loyola, además de contar con el apoyo del productor de EMI Odeon Rubén Nouzeilles, quien para entonces había escrito que «la cueca chilenera o centrina (...) es la única expresión vigente de un folklore urbano chileno, [y que] corre el riesgo de desaparecer si no logra ser aceptada y reconocida como hija folklórica legítima de Chile».
En la contraportada aparece un texto firmado por el folclorista Héctor Pavez, donde se indica que esta grabación es «la primera que se hace en su género (...) [donde] vamos a adentrarnos en el alma misma del pueblo, con toda su fuerza creadora. Esta es la cueca "chilenera o centrina" es el canto y la música del pueblo, que en Santiago y Valparaíso, enfrenta toda la avalancha de nuevos ritmos nacionales y extranjeros. Con ella el roto centrino de cuello duro, mantiene vivo el sentimiento de la chilenidad.»

## Canciones
El disco cuenta con 18 cuecas distribuidas en seis pistas, cada una conformada por tres canciones.
Varias de ellas fueron cedidas por el músico González Marabolí, de Los Chingaleros, mientras que las restantes pertenecieron a Hernán Núñez Oyarce, uno de los fundadores de la banda.
| La cueca centrina |                                                                                      |          |  |
| N.º               | Título                                                                               | Duración |  |
| 1.                | «La Corina / Un punga estando borracho / Los campeones»                              |          |  |
| 2.                | «Por el oro en California / Cuándo me estarán cantando / No hay corazón como el mío» |          |  |
| 3.                | «Están tomando mis amigos / Los matarifes / Tengo que morir cantando»                |          |  |
| 4.                | «Yo soy dueño del Barón / La flor de la verbena / Tengo un amigo en el puerto.»      |          |  |
| 5.                | «Trayendo gloria de España / A Manuel Rodríguez / Que vivan las fiestas patrias.»    |          |  |
| 6.                | «La guitarra / El palmero / Chicha de Curacaví»                                      |          |  |

## Créditos
Los Chileneros
- Hernán Núñez: segunda voz, pandero, tañador y platos
- Luis Hernán Araneda: voz y pandero
- Raúl Lizama: voz, piano y guitarra
- Eduardo Mesías: voz y pandero